# Jean Louis Cayart
Jean Louis Cayart, auch Ludwig Cayart genannt (* 1645 in La Capelle; † 30. April 1702 in Berlin) war ein französischer Architekt und Ingenieur.
Cayart war ein Schüler des französischen Festungsbaumeisters Vauban. Als Glaubensflüchtling ging er 1692 (oder bereits 1687) in brandenburgische Dienste und wurde im Range eines Majors in den Listen der kurfürstlichen Armee geführt. 1795 soll er Oberingenieur geworden sein. Für den Kurfürsten war er maßgeblich am Ausbau der Festungen Wesel, Küstrin, Driesen, Kolberg und Magdeburg u. a. beteiligt. Er stieg in der Armee bis zum Rang eines Obristen auf.
In Berlin war er auch an zivilen Bauten beteiligt. So arbeitete er beim Neubau der Langen Brücke von 1692 bis 1695 mit Johann Arnold Nering zusammen. Nach seinen Plänen wurde die Französische Friedrichstadtkirche für die Glaubensflüchtigen errichtet. 1701 begonnen, wurde der Bau nach dem Tod von Cayart von Abraham Quesnay (1666–1756) fortgesetzt und 1705 vollendet.